# AIM-132 ASRAAM
El AIM-132 ASRAAM es un misil aire-aire de fabricación británica. La sigla en inglés ASRAAM (Advanced Short-Range Air-to-Air Missile) significa «misil avanzado de corto alcance aire-aire». Su radio de acción no supera los 28 km y cuenta con un sistema de guiado mediante infrarrojos.
Es un misil fiable y económico, que no necesita mucho mantenimiento. Es fabricado por la sociedad europea MATRA-BAe Dynamics y compite con el misil AIM-9 Sidewinder, fabricado por la compañía estadounidense Hughes.
Su montaje es idéntico al del Sidewinder, lo que le permite ser equipado en todos los aviones occidentales. Entró en servicio en la Royal Air Force británica en 1998 a bordo de los Panavia Tornado, y poco después, sobre los Harrier GR7. También puede ser equipado en el Eurofighter Typhoon y en los F/A-18 Hornet.

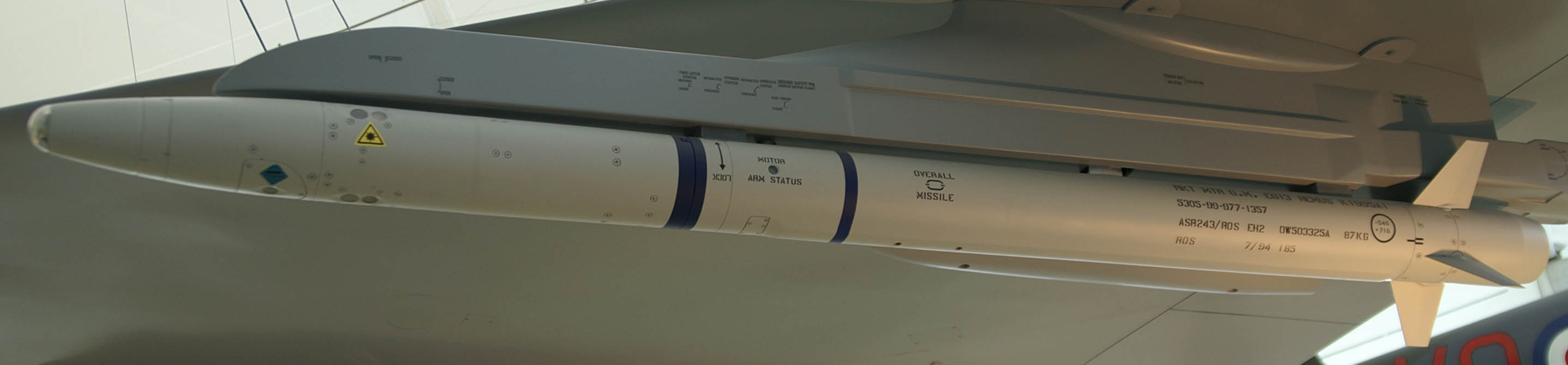
Misil AIM-132 ASRAAM equipado en un Eurofighter Typhoon.

## Operadores
- Reino Unido: Royal Air Force
- Australia: Real Fuerza Aérea Australiana
- India: Fuerza Aérea India